# Saint-Julien, Var
Saint-Julien là một xã, thuộc tỉnh Var trong vùng Provence-Alpes-Côte d’Azur, Pháp. Xã này có diện tích 75,88 km², dân số năm 2006 là 1625 người. Xã này nằm ở khu vực có độ cao trung bình 578 mét trên mực nước biển.

## Biến động dân số
| Năm | 1962 | 1968 | 1975 | 1982 | 1990  | 1999  | 2004  | 2006  |
| --- | ---- | ---- | ---- | ---- | ----- | ----- | ----- | ----- |
| Dân số | 396  | 421  | 611  | 825  | 1 149 | 1 280 | 1 569 | 1 625 |
| From the year 1962 on: No double counting—residents of multiple communes (e.g. students and military personnel) are counted only once. |      |      |      |      |       |       |       |       |